# Тысяча осеней Якоба де Зута
«Тысяча осеней Якоба де Зута» — пятый роман английского писателя Дэвида Митчелла, действие которого происходит в Японии на рубеже XVIII и XIX столетий.
Митчелл провёл четыре года в работе над романом, изучая историю и быт Японии XVIII века; порой выяснение таких мелких подробностей, как использовали ли японцы крем для бритья или нет, могло занять у автора половину дня. Истоки романа лежат в 1994 году, в то время Митчелл занимался альпинизмом в западной Японии во время учебной поездки и случайным образом наткнулся на музей Дэдзимы, который произвёл на него большое впечатление, и он решил когда-нибудь написать об этом.